# Actas de Marusia
Actas de Marusia és una pel·lícula mexicana de 1976 dirigida pel xilè Miguel Littín. Conta la història de la vida i mort d'uns treballadors xilens del salnitre. La cinta va estar nominada als Premis Óscar de 1975 a la millor pel·lícula estrangera, i va participar en la competició oficial del 29è Festival Internacional de Cinema de Canes pel Palme d'Or.

## Trama
La pel·lícula mostra el terrible que era la vida en "L'era del salnitre" (1880-1929) per a la classe obrera de Xile. Tots els intents de crear sindicats de treballadors van ser aixafats per la violència.
Un poble miner al nord de Xile és l'escenari de la massacre de Marusia en 1925. Les autoritats governamentals permeten l'ús de la violència més brutal contra els treballadors de les mines per preservar el control de les empreses estrangeres en l'explotació dels recursos. Malgrat la resistència d'alguns treballadors, el poble serà destruït i els seus habitants exterminats.

## Repartiment
- Gian Maria Volonté... Gregorio
- Diana Bracho... Luisa
- Claudio Obregón... Capt. Troncoso
- Eduardo López Rojas... Domingo Soto
- Patricia Reyes Spíndola... Rosa
- Salvador Sánchez... Sebastián
- Ernesto Gómez Cruz... Crisculo 'Medio Juan'
- Arturo Beristáin... Arturo
- Silvia Mariscal... Margarita
- Alejandro Parodi... Espinoza
- Patricio Castillo... Tte. Gaínza
- Federico González... Contratador
- Julián Pastor... Weber
- Gabriel Retes... Soldat
- José Carlos Ruiz... Argandoña
- Magdalena Solorzano... Bailarina

## Premis i nominacions
A la XVIII edició dels Premis Ariel de 1976 va tenir nou nominacions de les quals en va guanyar set: millor pel·lícula, millor director i millor guió adaptat (Littín), millor fotografia (Jorge Stahl), millor edició i millor actor i actriu protagonistes.